# Fra Mauro

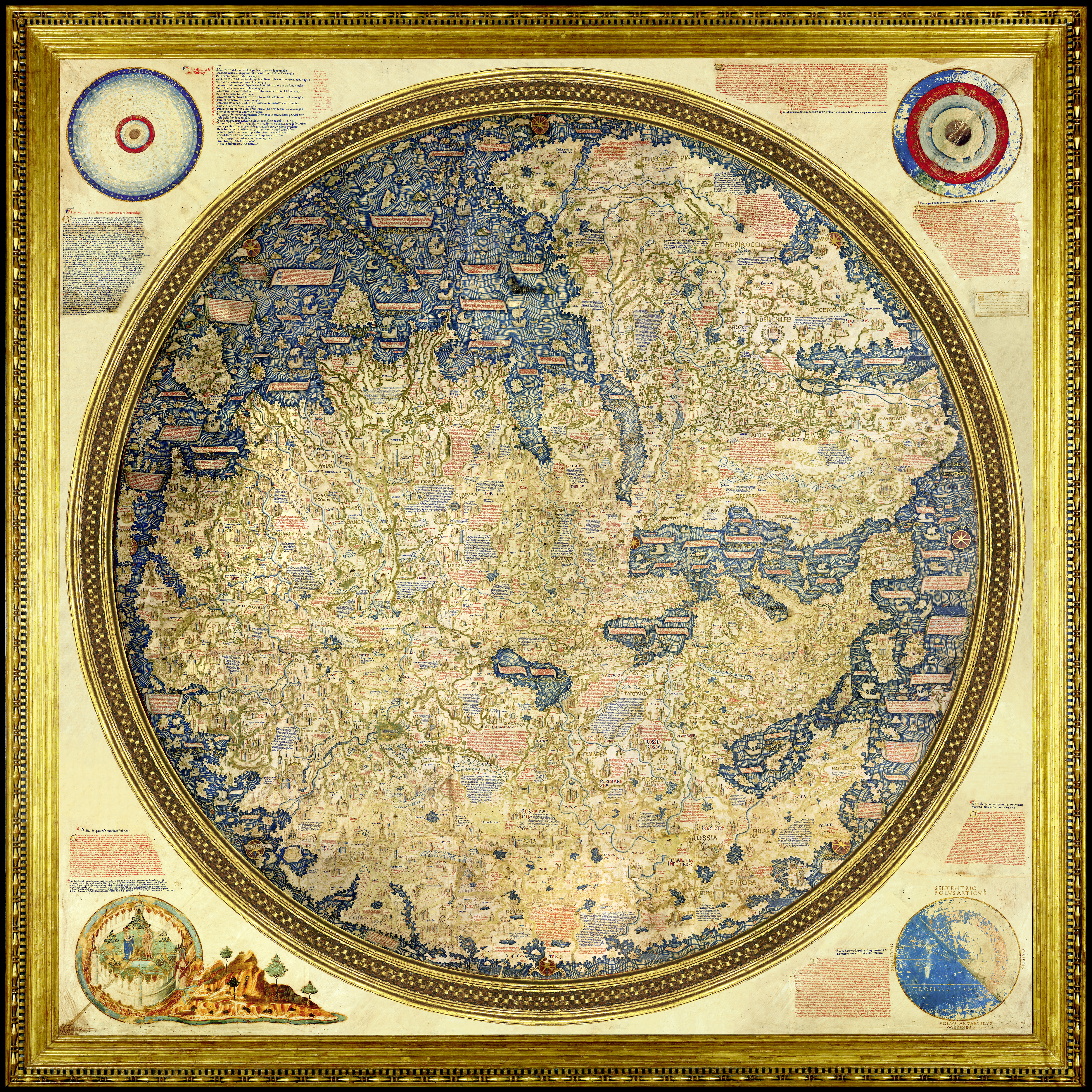
Mappa mundi von Fra Mauro aus dem Jahre 1459. Die Weltkarte gibt das topografische Wissen der Europäer jener Zeit wieder, sie zeigt die Alte Welt: Europa, Afrika, Asien. In ausführlichen Marginalien erläutert der Erschaffer, warum die bewohnbare Erde genau dort ihre Grenzen finde, wo auch die Karte endet.

Fra Mauro (* um 1385; † 1459) war ein venezianischer Mönch und Kartograf.

## Leben
Der Kamaldulenser Mauro (meist Fra Mauro genannt) lebte im Kloster San Michele auf der gleichnamigen Insel in der Lagune von Venedig.
Berühmt wurde er durch seine zwischen 1457 und 1459 im Auftrag des portugiesischen Königs Alfons V. gefertigte Weltkarte, die zwar auf der antiken Geographie des Ptolemäus basierte, aber schon entscheidend durch zeitgenössische Erkenntnisse ergänzt und berichtigt werden konnte.
So verwendete er die Berichte über portugiesische Entdeckungsfahrten entlang der afrikanischen Küste und hielt unter anderem fest, dass es im Gegensatz zum ptolemäischen Weltbild keine Verbindung Afrikas mit einem großen Südland gab. Seine Karte unterstützte deshalb die bereits in Gang gesetzten Versuche, eine Seereise um Afrika herum zu unternehmen, da er den Indischen Ozean nicht mehr als Binnenmeer darstellte. Des Weiteren bildet in der kreisförmigen (Durchmesser 1,96 m) Weltkarte Jerusalem nicht mehr das Zentrum der geographischen Welt. Diese Arbeit stellt in der Kartografie den Übergang vom Mittelalter zur Neuzeit dar. Diese Weltkarte wurde vom Mönch ‚Frà Mauro‘ begonnen und von seinen Schülern vollendet. Ein Beweis für diese Aussage ist, dass der Mönch 1459 starb, während sich auf der Rückseite der Karte eine Inschrift befindet, welche genau auf den 25. August 1460 datiert ist. Im Prinzip wurde diese Karte noch vor der Entdeckung des amerikanischen Kontinents per Hand auf Pergamentblätter gemalt, und dann auf eine quadratische Holzplatte von einer Seitenlänge von 223 cm aufgetragen. Sie zeichnete sich durch ungefähr 400 Angaben aus, welche Beschreibungen und Informationen über die verschiedensten Orte der Erde, wie sie damals bekannt waren, enthielten. Es sind tatsächlich nur Europa, Afrika und Asien abgebildet. Von großem geschichtlich-kartographischem Interesse ist die Ausrichtung der Karte: nicht nach Osten, wie es die damalige christliche Tradition vorgab, sondern nach Süden entsprechend der arabischen Kartographie. In den vier Ecken der Karte fallen Figuren auf, die das mittelalterliche Konzept der auf den Menschen bezogenen Welttheorie gemäß dem aristotelisch-ptolomäischen System betreffen. Von besonderem Interesse ist auch die Ikonographie, die in der unteren linken Ecke zu sehen ist und das irdische Paradies sowie die Welt entsprechend der Heiligen Schrift wiedergibt.
Die Kenntnisse über die Landschaften im Osten Asiens, die weit über die antiken Vorstellungen hinausgingen, erhielt er entweder aus dem Werk von Marco Polo oder von seinem Zeitgenossen Niccolo di Conti. Darüber hinaus verarbeitete er sicher auch die in den italienischen Städten wie Venedig, Genua, oder Florenz über Jahrzehnte gesammelten topografischen Kenntnisse italienischer Seefahrer sowie das in den Portulanen gesammelte nautische und topografische Wissen der Mittelmeerseefahrt.
In den Dokumenten zur Geschichte der europäischen Expansion (siehe Literatur) wird die Arbeit Fra Mauros als „geographische Quintessenz ihrer Zeit“ bezeichnet: „Sie ist unter den letzten Radkarten gewiß die beste und überhaupt die gehaltvollste Darstellung der damaligen Welt in europäischer Sicht.“
Die Karte ist im Bestand der Biblioteca Nazionale Marciana in Venedig.
Nach ihm ist der Krater Fra Mauro auf dem Erdmond benannt.

## Werke
- Il Mappamondo di Fra Mauro [Kartenmaterial]. A cura di Tullia Gasparrini Leporace; presentazione di Roberto Almagià. Roma: Istituto poligrafico dello stato, 1956.
- Fra Mauro's World Map. With a Commentary and Translations of the Inscriptions, hg. von Piero Falchetta (Terrarum orbis 5), Turnhout: Brepols 2006 [kritische Edition der Karte].

## Belletristische Darstellung
- James Cowan: Der Traum des Kartenmachers: die Meditationen des Fra Mauro, Kartograph zu Venedig. Knaus, München 1997, ISBN 3-8135-0060-8.